# جون دوغلاس (مبارز بالسيف)
جون دوغلاس (بالإنجليزية: John Douglas)‏ هو مبارز بالسيف أسترالي، ولد في 7 مايو 1943.

## وصلات خارجية
- جون دوغلاس على موقع أوليمبيديا (الإنجليزية)